# Anton Gundakar von Starhemberg
Anton Gundakar von Starhemberg (Brno, 26 marzo 1776 – Bergheim, 12 ottobre 1842) è stato un militare e nobile austriaco. In particolare, fu attivo durante le guerre rivoluzionarie francesi e le guerre napoleoniche.

## Biografia
Era figlio del conte Franz Xaver Gundakar e della sua prima moglie, la contessa Wilhelmine Neipperg. A 18 anni, Starhemberg iniziò la carriera militare come tenente nei corazzieri Cavanagh. Durante il combattimento di Renchen, il 28 giugno 1796, diede le prime prove del suo coraggio: fu gravemente ferito e sarebbe caduto nelle mani del nemico se non fosse stato salvato da un suo compagno d'armi. Starhemberg si distinse anche in diverse occasioni durante la campagna del 1799 durante l'assedio e la caduta di Mantova, l'avanzata verso la Riviera ligure e l'occupazione dello Stato Pontificio e della Toscana. Servì come emissario del comandante del corpo d'armata austriaco, il generale Fröhlich, presso il commodoro britannico Troubridge. Per le numerose occasioni in cui diede prova di coraggio sul campo di battaglia, Starhemberg fu promosso capitano degli ussari Kienmayer il 1° agosto 1800. Quando suo padre morì nel 1804, entrò in possesso del secondo mayorato della sua famiglia e lasciò l'esercito alla fine di dicembre 1804 con il grado di maggiore.
Negli anni di pace che seguirono, si dedicò all'amministrazione dei suoi possedimenti ma, quando l'Austria riprese le armi nel 1805, il 1° novembre rientrò nello Stato maggiore come maggiore e aiutante di campo del tenente feldmaresciallo Kienmayer. Trasferito con lo stesso incarico al corpo del tenente feldmaresciallo Giovanni Principe di Liechtenstein, combatté ad Austerlitz e seguì il suo comandante a Presburgo per la conclusione della pace e fu assegnato al 1° reggimento ulani Sachsen-Coburg  il 1° maggio 1806. Il 22 febbraio 1808 divenne tenente colonnello. Durante la guerra del 1809, si distinse per il suo patriottismo e umanità: si adoperò personalmente per garantire delle rendite annuali alle famiglie dei soldati della Landwehr e si assunse la cura delle famiglie dei caduti e dei reduci invalidi, come testimoniato da un annuncio stampato nel Linzer Zeitung del 24 maggio. Dopo la battaglia di Aspern-Essling, fu nominato colonnello e comandante del 10º reggimento ussari. A Wagram, dove serviva nel 4º corpo d’armata, si distinse al punto che il suo nome fu inserito nel rapporto ufficiale tra gli eroi della giornata.
Allo scoppio della guerra nel 1813, prestò servizio come colonnello e comandante del reggimento degli ussari Radetzky nell'esercito imperiale sotto il comando del generale von Hiller, destinato a combattere i napoleonici in Italia. Fu aggregato all'ala sinistra dell'esercito austriaco, comandata dal generale von Radivojevich, venendo coinvolto in numerosi scontri con le forze del principe Eugenio di Beauharnais. In quest'ala dell'esercito, prese parte a numerose battaglie tra cui San Marein, Weichselburg e Zirknitz, al seguito della quale venne promosso maggior generale. Guidò l'avanguardia austriaca all'inseguimento dell'esercito napoleonico in ritirata verso l'Adige e, sempre nel 1813, prese parte agli scontri di San Michele e Boara Pisani. In particolare, a seguito di quest'ultimo combattimento, venne concesso lui il titolo di Cavaliere dell'Ordine militare di Maria Teresa. Aggregato nel 1814 al corpo di Nugent, impegnato in Emilia-Romagna, ebbe numerose occasioni per distinguersi nuovamente: a febbraio respinse il generale Severoli, ricacciandolo a Piacenza, mentre nel mese successivo venne surclassato da Grenier a Parma. Dopo l'arrivo delle forza napoletane di Murat nell'Italia settentrionale, si unì alla divisione del generale Carrascosa e prese parte alla battaglia di San Maurizio, vendicando la sconfitta subita solo pochi giorni prima, e successivamente alla battaglia del Taro, durante la quale fu messo al comando di una delle colonne dell'esercito austro-napoletano. Nel 1815 fu uno degli ufficiali impiegati nella guerra austro-napoletana: prese prima parte agli scontri di Carpi e Tolentino, poi scese sino in Campania, respingendo un attacco nemico a Capua ed infine fu distaccato in Puglia, con il compito di stabilizzare la regione. Alla conclusione della guerra, fu lui conferita la Croce di Commendatore dell’Ordine imperiale di Leopoldo.
Si ritirò dalla carriera militare il 25 luglio 1817, sebbene nel 1830, in corrispondenza della Rivoluzione di luglio in Francia, fosse già pronto a prendere il comando di un'avanguardia dell'esercito sul Reno. Nel novembre del 1841 fu colpito da una malattia infiammatoria e non riuscì a guarire completamente, morendo all'età di 66 anni dopo aver sofferto per quasi un anno. Nonostante due matrimoni, morì senza eredi.